# Isophellia sabulosa
Isophellia sabulosa är en havsanemonart som beskrevs av Oscar Henrik Carlgren 1900. Isophellia sabulosa ingår i släktet Isophellia och familjen Isophelliidae. Inga underarter finns listade i Catalogue of Life.